# Christos Dzolis
Christos Tzolis (ur. 30 stycznia 2002 w Salonikach) – grecki piłkarz występujący na pozycji napastnika w belgijskim klubie Club Brugge oraz w reprezentacji Grecji. Wychowanek Doxa Pentalofos, w trakcie swojej kariery grał także w PAOK-u.

## Sukcesy
1x - Zdobywca Pucharu Grecji
1x - Król strzelców Pucharu Grecji
1x - Król strzelców 2 Bundesligi